# Ver (Manche)
Pour les articles homonymes, voir Ver (homonymie).
Ver est une commune française, située dans le département de la Manche en région Normandie, peuplée de 384 habitants.

## Géographie

### Localisation
| Cérences            | Lengronne                         | Gavray          |
| Cérences            | Ver                               | Gavray          |
| Cérences, Le Loreur | La Meurdraquière, Le Mesnil-Amand | Le Mesnil-Amand |

### Hydrographie
La commune est située dans le bassin Seine-Normandie. Elle est drainée par la Sienne, l'Airou, le ruisseau d'Equilbec, un bras de l'Equilbec, le canal 01 de la Beaumonderie, le cours d'eau 01 de Chevalier, le cours d'eau 01 de la Clérotière, le cours d'eau 01 de la commune de Cérences, le cours d'eau 01 de la Laquerie, le cours d'eau 01 de la Pinsonnerie, le cours d'eau 01 de la Sainte-Jannerie, le cours d'eau 01 des Huets, le cours d'eau 01 du Village Cannuet et le ruisseau de la Pierre des Trois Villes,,.
La Sienne, d'une longueur de 93 km, prend sa source dans la commune de Noues de Sienne et se jette  dans le golfe de Saint-Malo en limite de Agon-Coutainville et de Regnéville-sur-Mer, après avoir traversé 21 communes. Les caractéristiques hydrologiques de la Sienne sont données par la station hydrologique située sur la commune de Cérences. Le débit moyen mensuel est de 7,67 m3/s. Le débit moyen journalier maximum est de 109 m3/s, atteint lors de la crue du 14 novembre 2010. Le débit instantané maximal est quant à lui de 154 m3/s, atteint le 16 décembre 2011.

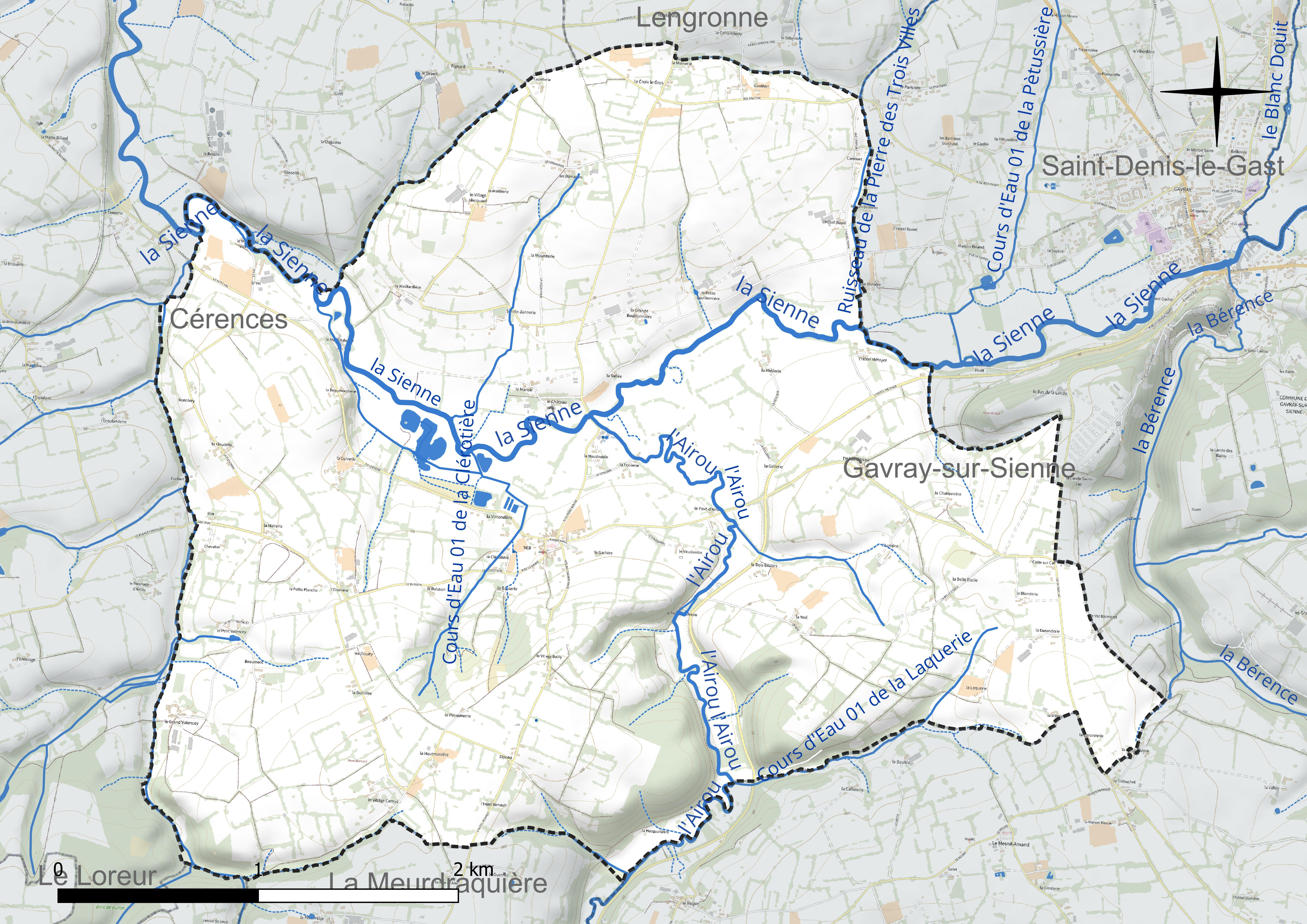
Réseau hydrographique de Ver.

L'Airou, d'une longueur de 30 km, prend sa source dans la commune de La Trinité et se jette  dans la Sienne sur la commune, après avoir traversé douze communes. 

### Climat
Pour des articles plus généraux, voir Climat de la Normandie et Climat de la Manche.
En 2010, le climat de la commune est de type climat océanique franc, selon une étude du CNRS s'appuyant sur une série de données couvrant la période 1971-2000. En 2020, Météo-France publie une typologie des climats de la France métropolitaine dans laquelle la commune est exposée à un climat océanique et est dans la région climatique  Normandie (Cotentin, Orne), caractérisée par une pluviométrie relativement élevée (850 mm/a) et un été frais (15,5 °C) et venté. Parallèlement le GIEC normand, un groupe régional d’experts sur le climat, différencie quant à lui, dans une étude de 2020, trois grands types de climats pour la région Normandie, nuancés à une échelle plus fine par les facteurs géographiques locaux. La commune est, selon ce zonage, exposée à un « climat maritime », correspondant au Cotentin et à l'ouest du département de la Manche, frais, humide et pluvieux, où les contrastes pluviométrique et thermique sont parfois très prononcés en quelques kilomètres quand le relief est marqué.
Pour la période 1971-2000, la température annuelle moyenne est de 10,9 °C, avec une amplitude thermique annuelle de 11,9 °C. Le cumul annuel moyen de précipitations est de 953 mm, avec 13,8 jours de précipitations en janvier et 8,7 jours en juillet. Pour la période 1991-2020, la température moyenne annuelle observée sur la station météorologique la plus proche, située sur la commune de Longueville à 12 km à vol d'oiseau, est de 11,9 °C et le cumul annuel moyen de précipitations est de 802,4 mm,. Pour l'avenir, les paramètres climatiques de la commune estimés pour 2050 selon différents scénarios d’émission de gaz à effet de serre sont consultables sur un site dédié publié par Météo-France en novembre 2022.

## Urbanisme

### Typologie
Au 1er janvier 2024, Ver est catégorisée commune rurale à habitat très dispersé, selon la nouvelle grille communale de densité à sept niveaux définie par l'Insee en 2022.
Elle est située hors unité urbaine et hors attraction des villes,.

### Occupation des sols
L'occupation des sols de la commune, telle qu'elle ressort de la base de données européenne d’occupation biophysique des sols Corine Land Cover (CLC), est marquée par l'importance des territoires agricoles (94,4 % en 2018), une proportion identique à celle de 1990 (94,4 %).
La répartition détaillée en 2018 est la suivante : prairies (64,8 %), terres arables (19,2 %), zones agricoles hétérogènes (10,4 %), forêts (5,6 %).

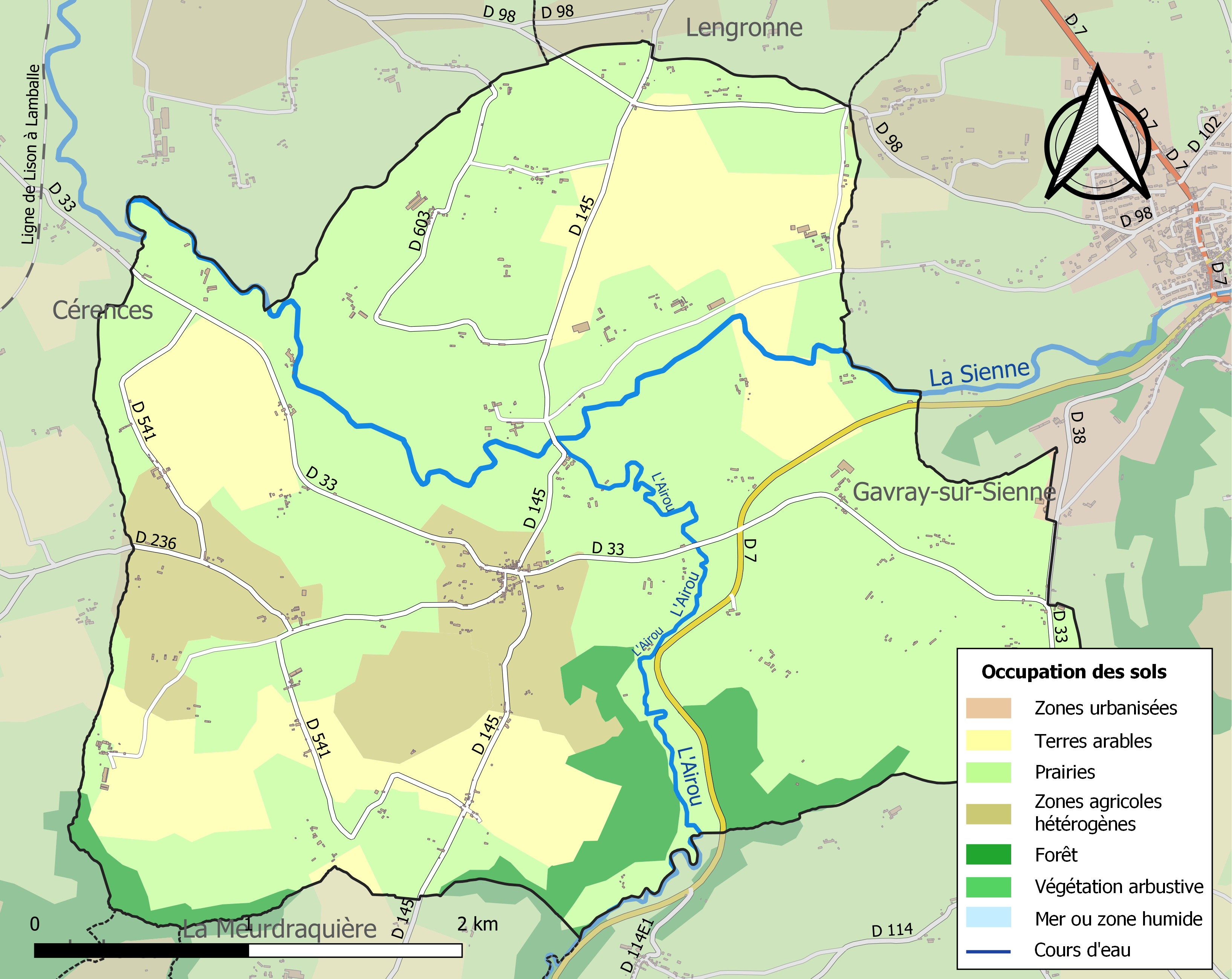
Carte des infrastructures et de l'occupation des sols de la commune en 2018 (CLC).

L'évolution de l’occupation des sols de la commune et de ses infrastructures peut être observée sur les différentes représentations cartographiques du territoire : la carte de Cassini (XVIIIe siècle), la carte d'état-major (1820-1866) et les cartes ou photos aériennes de l'IGN pour la période actuelle (1950 à aujourd'hui).

## Toponymie
Le nom de la localité est attesté sous la forme Ver en 1027.
En Normandie, les toponymes faisant référence à l'aulne sont, comme ici, plus souvent issus du gaulois (verno) que du latin (alna). De la forme gauloise sont issus Ver-sur-Mer, Verneuil, Verneusses, Vernon, Vernix et Ver (Manche), auxquels on peut ajouter le dernier terme de Saint-Paul-du-Vernay.
Le gentilé est Vérotin.

## Histoire

### Moyen Âge
Le fief de Ver fit partie du douaire d'Adèle (1009-1079), fille du roi de France, Robert II le Pieux, constitué vers 1025, en prévision de son mariage, en 1027, avec Richard III de Normandie.
Au début du XIe siècle, Ver appartient au domaine ducal. Aubrey (Albéric) de Vere et Guillaume de Vere accompagnèrent Guillaume le Conquérant dans sa conquête de l'Angleterre en 1066. Dans le Domesday Book, Ver est mentionné comme le lieu ou serait né vers 1038, Albéric, possessionné dans six comtés. Il était le vassal de Guillaume de Normandie, vassal de Geoffroy de Montbray, évêque de Coutances et d'Alain le Roux. Il y avait un château fort important.
Un Robert de Ver fut connétable d'Angleterre, et en 1135, celui-ci reconduisit le corps d'Henri Ier à l'abbaye de Reading. La branche aînée de la famille de Ver, d'extraction chevaleresque, disparue entre 1418 et 1450, pendant l'occupation Anglaise, avec Jehan de Ver, mort au Mont-Saint-Michel. Sa fille, Jeanne de Ver, qui épousa en 1451 Jean de La Luzerne, est titrée de dame de Ver et de Linverville.
Il existait dans la paroisse une autre seigneurie sous le nom de Valencey, qui avait le titre de baronnie. Au XIIe siècle, on y fonda une chapelle, dont il ne subsiste rien.

### Révolution française et Empire
Le dernier baron et seigneur de Ver fut Henry Le Forestier (1743-1794), comte d'Osseville et de Mobecq, qui fut guillotiné à Paris le 21 juillet 1794.

## Politique et administration
| Période                                  | Période   | Identité                            | Étiquette | Qualité          |
| ---------------------------------------- | --------- | ----------------------------------- | --------- | ---------------- |
| 1846                                     | 1871      | Henri-Pierre Le Forestier de Mobecq |           |                  |
| 1871                                     | 1885      | Louis Auvray                        |           |                  |
| 1885                                     | 1899      | Henri-Pierre Le Forestier de Mobecq |           |                  |
| 1899                                     | 1916      | Edouard Dupont                      |           |                  |
| 1916                                     | 1918      | Alphonse Legros                     |           |                  |
| 1918                                     | 1919      | Ferdinand Auvray                    |           | délégué au maire |
| 1919                                     | 1945      | Frédéric Roussin                    |           |                  |
| 1945                                     | 1947      | Alphonse Piton                      |           |                  |
| 1947                                     | 1953      | Georges Carbonnel (père)            |           |                  |
| 1953                                     | 1995      | Georges Carbonnel (fils)            |           |                  |
| 1995                                     | mars 2007 | Jacques Pacary                      |           |                  |
| mars 2007                                | mars 2008 | Jean-Michel Adde                    | SE        |                  |
| mars 2008                                | En cours  | Marc Jouanne                        | SE        | Agriculteur      |
| Les données manquantes sont à compléter. |           |                                     |           |                  |

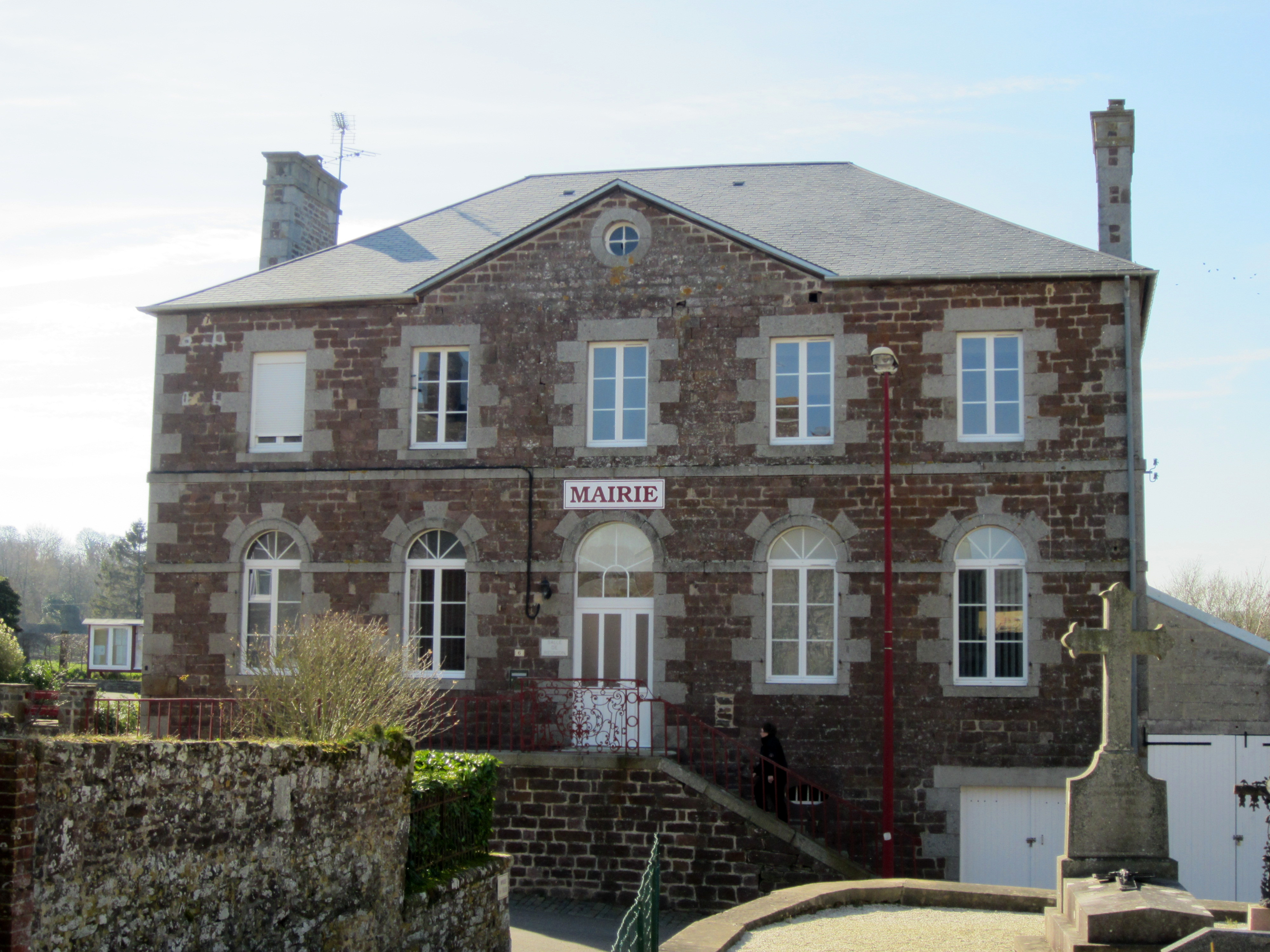
La mairie.

Le conseil municipal est composé de onze membres dont le maire et deux adjoints.

## Démographie
L'évolution du nombre d'habitants est connue à travers les recensements de la population effectués dans la commune depuis 1793. Pour les communes de moins de 10 000 habitants, une enquête de recensement portant sur toute la population est réalisée tous les cinq ans, les populations de référence des années intermédiaires étant quant à elles estimées par interpolation ou extrapolation. Pour la commune, le premier recensement exhaustif entrant dans le cadre du nouveau dispositif a été réalisé en 2005.
En 2022, la commune comptait 384 habitants, en évolution de +2,4 % par rapport à 2016 (Manche : −0,31 %, France hors Mayotte : +2,11 %).
| 1793  | 1800 | 1806  | 1821  | 1831  | 1836  | 1841  | 1846  | 1851  |
| ----- | ---- | ----- | ----- | ----- | ----- | ----- | ----- | ----- |
| 1 031 | 984  | 1 118 | 1 203 | 1 188 | 1 188 | 1 188 | 1 148 | 1 143 |

| 1856  | 1861  | 1866 | 1872 | 1876 | 1881 | 1886 | 1891 | 1896 |
| ----- | ----- | ---- | ---- | ---- | ---- | ---- | ---- | ---- |
| 1 123 | 1 093 | 997  | 903  | 914  | 812  | 843  | 825  | 816  |

| 1901 | 1906 | 1911 | 1921 | 1926 | 1931 | 1936 | 1946 | 1954 |
| ---- | ---- | ---- | ---- | ---- | ---- | ---- | ---- | ---- |
| 713  | 655  | 660  | 609  | 602  | 563  | 563  | 559  | 558  |

| 1962 | 1968 | 1975 | 1982 | 1990 | 1999 | 2005 | 2006 | 2010 |
| ---- | ---- | ---- | ---- | ---- | ---- | ---- | ---- | ---- |
| 521  | 484  | 461  | 389  | 320  | 286  | 343  | 356  | 375  |

| 2015 | 2020 | 2022 | - | - | - | - | - | - |
| ---- | ---- | ---- | - | - | - | - | - | - |
| 374  | 379  | 384  | - | - | - | - | - | - |

## Culture locale et patrimoine

### Lieux et monuments
L'église Notre-Dame date des XIIIe, XVe – XXe siècles. Pour le chœur, l'architecte s'est inspiré de l'abbaye de Hambye ; mêmes colonnettes engagées en calcaire de Caen, même chapiteaux de feuillages, même fenêtres simples en lancettes. Ses fenêtres ainsi que celle de la nef furent refaites au XXe siècle dans le style du XIIIe. Au XIVe siècle, afin d'agrandir le lieu de culte, on lui ajouta un double transept.
Parmi les oeuvres conservées, l'édifice abrite, entre autres, une Vierge à l'Enfant du XVe classée en 1939 au titre objet aux monuments historiques, un bas-relief aux douze saints du XIVe, une statue de saint Sébastien du XVIIe, des vitraux du XXe d'Adeline Hebert-Stevens, une contretable du XIVe.
Concernant les autres monuments religieux présents sur le territoire communal on dénombre un calvaire du XXe siècle, les croix de chemin dite du château et du Moulin d'Airou du XVIe siècle, la croix de cimetière du XVIIe siècle, l'ancien presbytère avec un linteau Renaissance, transformé en gîte communal.
Le château date des XVIIe, XVIIIe – XXe siècles, et englobe des cuisines et celliers des XIe et XIIe siècles. Quant au moulin de Valencey, sur la Sienne, il date du XVIe siècle.

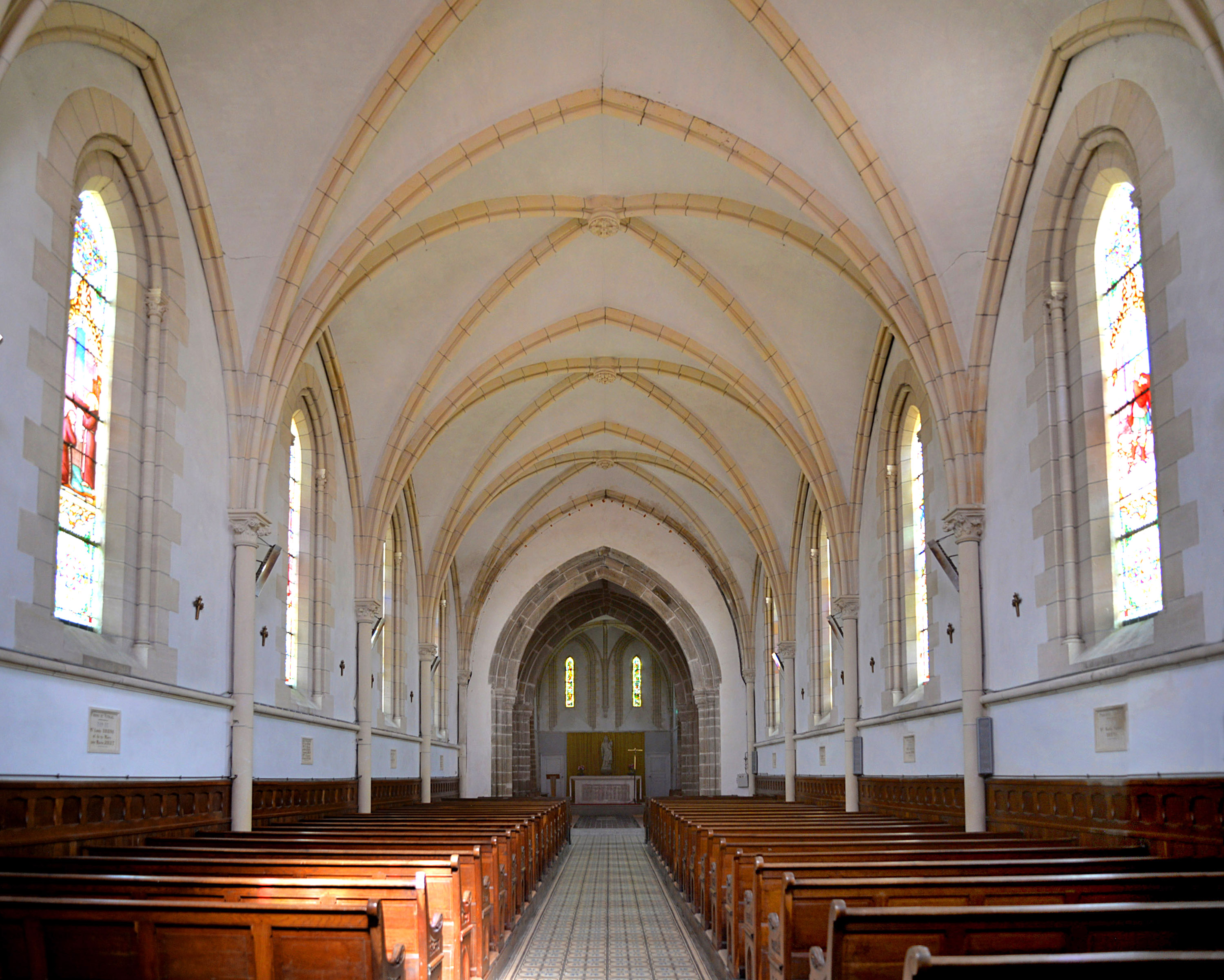
La nef de l’église Notre-Dame.
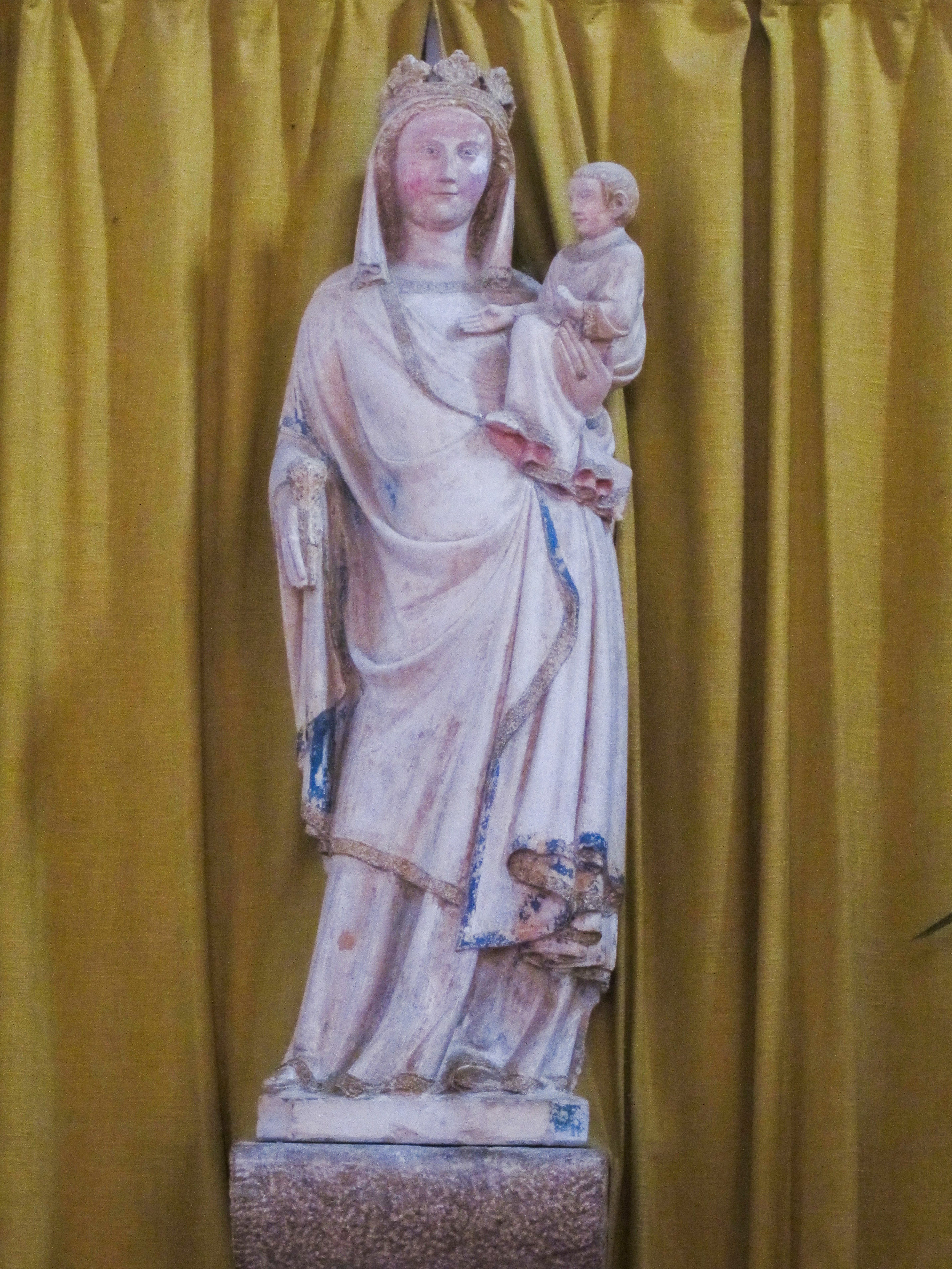
La Vierge à l'Enfant.
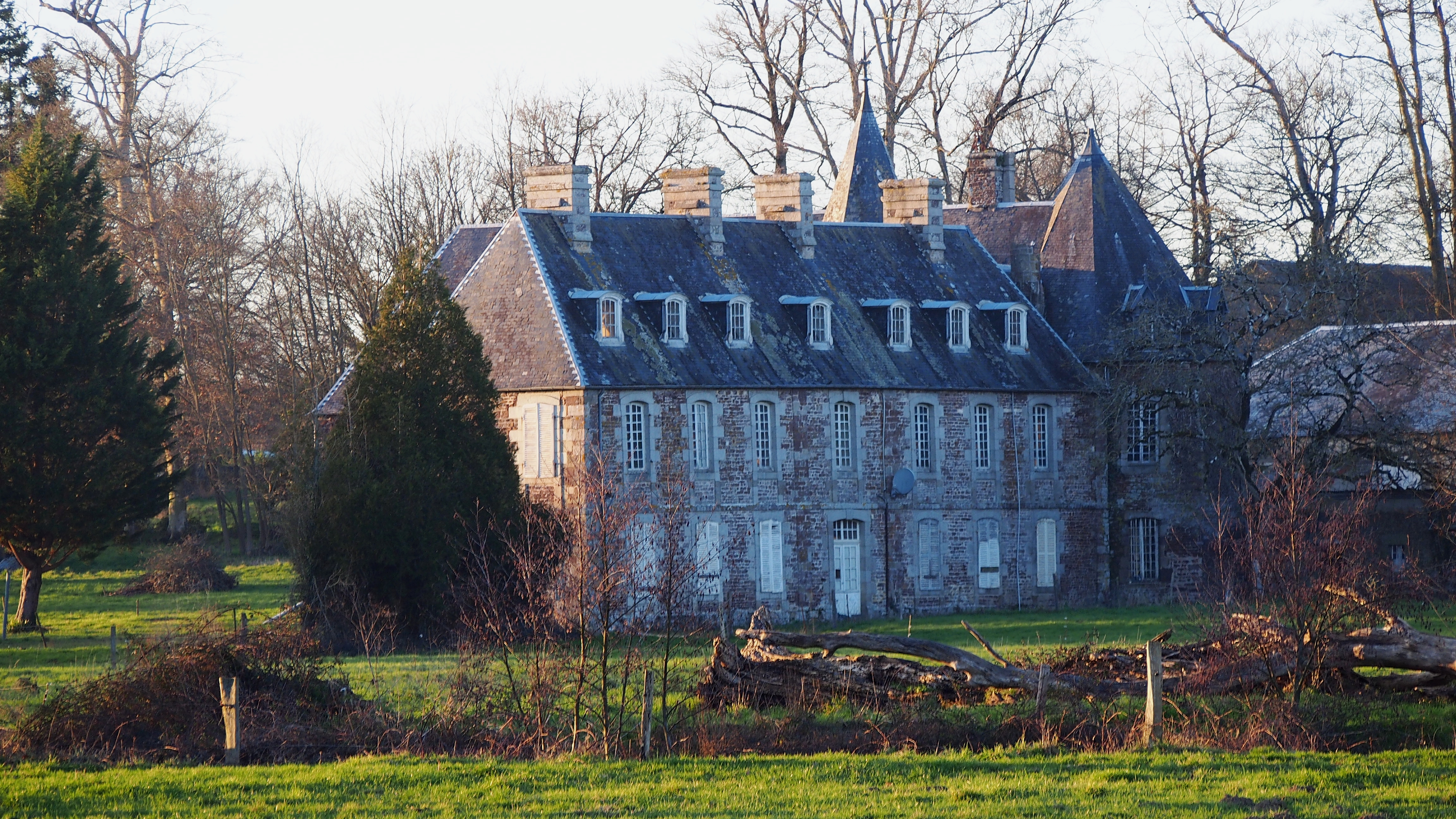
Le château.